# محمد دارابي
محمد دارابي (بالفارسية: محمد دارابی) هو لاعب كرة قدم إيراني في مركز الوسط، ولد في 14 أغسطس 1992 في ياسوج في إيران. لعب مع نادي ملوان.